# LMFA9 2018
La LMFA9 2018 (ufficialmente 2017-2018) è la 5ª edizione del campionato di football a 9, organizzato dalla FMFA.

## Squadre partecipanti
| Club                 | Città             | Stadio | Sponsor ufficiale | Risultato nella stagione 2017 |
| -------------------- | ----------------- | ------ | ----------------- | ----------------------------- |
| Alcorcón Smilodons   | Alcorcón          |        |                   |                               |
| Madrid Capitals      | Madrid            |        |                   |                               |
| Majadahonda Wildcats | Majadahonda       |        |                   |                               |
| Osos de Rivas        | Rivas-Vaciamadrid |        |                   |                               |
| Pinto Goldbats       | Pinto             |        |                   |                               |
| Toros de Madrid      | Madrid            |        |                   |                               |
| Tres Cantos Jabatos  | Tres Cantos       |        |                   |                               |

## Stagione regolare

### Calendario

#### 1ª giornata
| Majadahonda 14 gennaio 2018, ore 12:00 | Majadahonda Wildcats | 7 – 28 | Osos de Rivas | Campo de Rugby Valle del Arcipres |

| Tres Cantos 14 gennaio 2018, ore 16:00 | Tres Cantos Jabatos | 30 – 14 | Alcorcón Smilodons | Polideportivo de La Luz |

| Madrid 14 gennaio 2018, ore 19:30 | Pinto Goldbats | 0 – 49 | Toros de Madrid | Campo de La Unión-Santa Eugenia |

#### 2ª giornata
| Alcobendas 27 gennaio 2018, ore 12:00 | Osos de Rivas | 24 – 15 | Tres Cantos Jabatos | Polideportivo Municipal Jose Caballero |

| Móstoles 28 gennaio 2018, ore 12:00 | Alcorcón Smilodons | 6 – 14 | Madrid Capitals | Polideportivo Andrés Torrejón |

| Madrid 28 gennaio 2018, ore 19:30 | Pinto Goldbats | 0 – 38 | Majadahonda Wildcats | Campo de La Unión-Santa Eugenia |

#### 3ª giornata
| Madrid 10 febbraio 2018, ore 17:00 | Madrid Capitals | 32 – 6 | Toros de Madrid | Polideportivo Palomeras |

| Tres Cantos 11 febbraio 2018, ore 16:00 | Tres Cantos Jabatos | 27 – 14 | Pinto Goldbats | Polideportivo de La Luz |

#### 4ª giornata
| Alcorcón 18 febbraio 2018, ore 11:00 | Alcorcón Smilodons | 21 – 8 | Pinto Goldbats | Campo de Rugby Universidad Juan Carlos I (Campus Alcorcón) |

| Alcobendas 18 febbraio 2018, ore 12:00 | Osos de Rivas | 23 – 8 | Madrid Capitals | Polideportivo Municipal Jose Caballero |

| Madrid 18 febbraio 2018, ore 19:30 | Toros de Madrid | 20 – 6 | Majadahonda Wildcats | Campo de La Unión-Santa Eugenia |

#### 5ª giornata
| Pinto 3 marzo 2018, ore 17:00 | Pinto Goldbats | 0 – 41 | Osos de Rivas | Estadio Municipal Rafael Mendoza |

| Madrid 3 marzo 2018, ore 17:00 | Madrid Capitals | 28 – 30 | Majadahonda Wildcats | Polideportivo Palomeras |

#### 6ª giornata
| Madrid 17 marzo 2018, ore 16:00 | Toros de Madrid | 0 – 1 (a tavolino) | Alcorcón Smilodons | Campo de Rugby PARANINFO UCM |

| Madrid 17 marzo 2018, ore 17:00 | Madrid Capitals | 38 – 6 | Pinto Goldbats | Polideportivo Palomeras |

#### 7ª giornata
| Alcobendas 7 aprile 2018, ore 12:00 | Osos de Rivas | 28 – 18 | Toros de Madrid | Polideportivo Municipal Jose Caballero |

| Majadahonda 7 aprile 2018, ore 16:00 | Majadahonda Wildcats | 37 – 0 | Alcorcón Smilodons | Campo de Rugby Valle del Arcipres |

| Tres Cantos 8 aprile 2018, ore 16:00 | Tres Cantos Jabatos | 40 – 18 | Madrid Capitals | Polideportivo de La Luz |

#### Recuperi 1
| Majadahonda 15 aprile 2018, ore 12:00 | Majadahonda Wildcats | 40 – 19 | Tres Cantos Jabatos | Campo de Rugby Valle del Arcipres |

#### Recuperi 2
| Madrid 21 aprile 2018, ore 18:00 | Toros de Madrid | 41 – 20 | Tres Cantos Jabatos | Campo de La Unión-Santa Eugenia |

| Alcorcón 22 aprile 2018, ore 15:00 | Alcorcón Smilodons | 0 – 34 | Osos de Rivas | Campo de Rugby Universidad Juan Carlos I (Campus Alcorcón) |

### Classifica
La classifica della regular season è la seguente:
- PCT = percentuale di vittorie, G = partite giocate, V = partite vinte,  P = partite perse, PF = punti fatti, PS = punti subiti

| Pos. | Squadra              | PCT   | G | V | N | P | PF  | PS  |
| ---- | -------------------- | ----- | - | - | - | - | --- | --- |
| 1    | Osos de Rivas        | 1.000 | 6 | 6 | 0 | 0 | 178 | 48  |
| 2    | Majadahonda Wildcats | .667  | 6 | 4 | 0 | 2 | 160 | 95  |
| 3    | Madrid Capitals      | .500  | 6 | 3 | 0 | 3 | 138 | 111 |
| 4    | Tres Cantos Jabatos  | .500  | 6 | 3 | 0 | 3 | 151 | 130 |
| 5    | Toros de Madrid      | .500  | 6 | 3 | 0 | 3 | 134 | 99  |
| 6    | Alcorcón Smilodons   | .333  | 6 | 2 | 0 | 4 | 42  | 123 |
| 7    | Pinto Goldbats       | .000  | 6 | 0 | 0 | 6 | 28  | 214 |

## Playoff

### Tabellone
|  | Semifinali | Semifinali           | Semifinali |                 |    | V Final de la LMFA9 | V Final de la LMFA9 | V Final de la LMFA9 |  |
|  |            |                      |            |                 |    |                     |                     |                     |  |
|  | 1          | Osos de Rivas        | 33         |                 |    |                     |                     |                     |  |
|  | 1          | Osos de Rivas        | 33         |                 |    |                     |                     |                     |  |
|  | 4          | Tres Cantos Jabatos  | 26         |                 |    |                     |                     |                     |  |
|  | 4          | Tres Cantos Jabatos  | 26         |                 | 1  | Osos de Rivas       | 29                  |                     |  |
|  |            |                      |            |                 | 1  | Osos de Rivas       | 29                  |                     |  |
|  |            |                      | 3          | Madrid Capitals | 25 |                     |                     |                     |  |
|  | 3          | Madrid Capitals      | 3          | Madrid Capitals | 25 | 22                  |                     |                     |  |
|  | 3          | Madrid Capitals      |            |                 |    |                     |                     |                     |  |
|  | 2          | Majadahonda Wildcats | 19         |                 |    |                     |                     |                     |  |

### Semifinali
| Majadahonda 5 maggio 2018, ore 17:30 | Majadahonda Wildcats | 19 – 22 referto | Madrid Capitals | Campo de Rugby Valle del Arcipres |

| Alcobendas 6 maggio 2018, ore 12:00 | Osos de Rivas | 33 – 26 referto | Tres Cantos Jabatos | Polideportivo Municipal Jose Caballero |

### V Final de la LMFA9
| Majadahonda 19 maggio 2018, ore 18:00 | Osos de Rivas | 29 – 25 referto | Madrid Capitals | Campo de Fútbol Americano Valle del Arcipreste |

## Verdetti
- Osos de Rivas Campioni della LMFA9 (3º titolo)